# Solanum violaceum
Solanum violaceum är en potatisväxtart som beskrevs av Casimiro Gómez de Ortega. Solanum violaceum ingår i släktet skattor som ingår i familjen potatisväxter. Inga underarter finns listade i Catalogue of Life.

## Bildgalleri

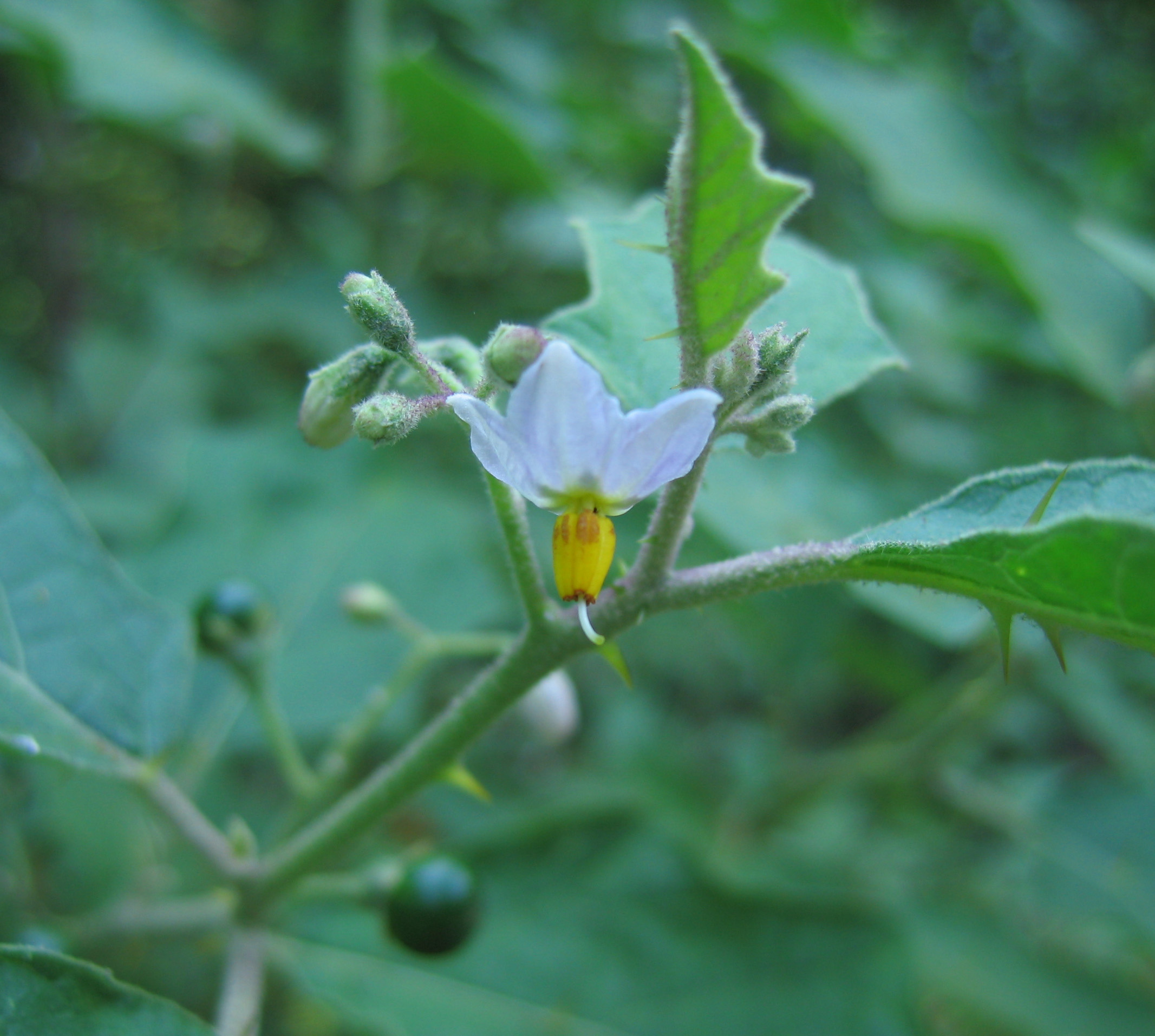
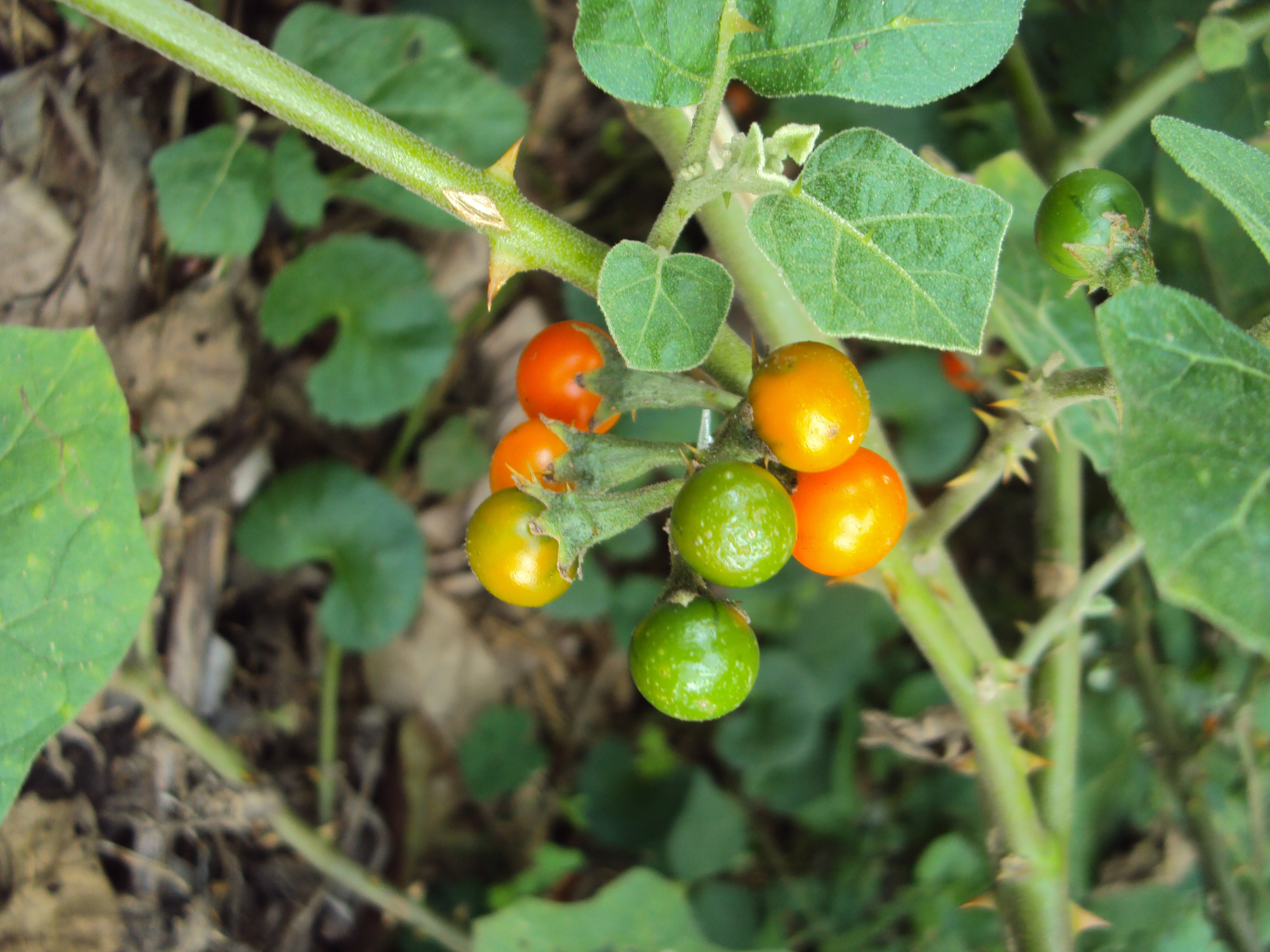
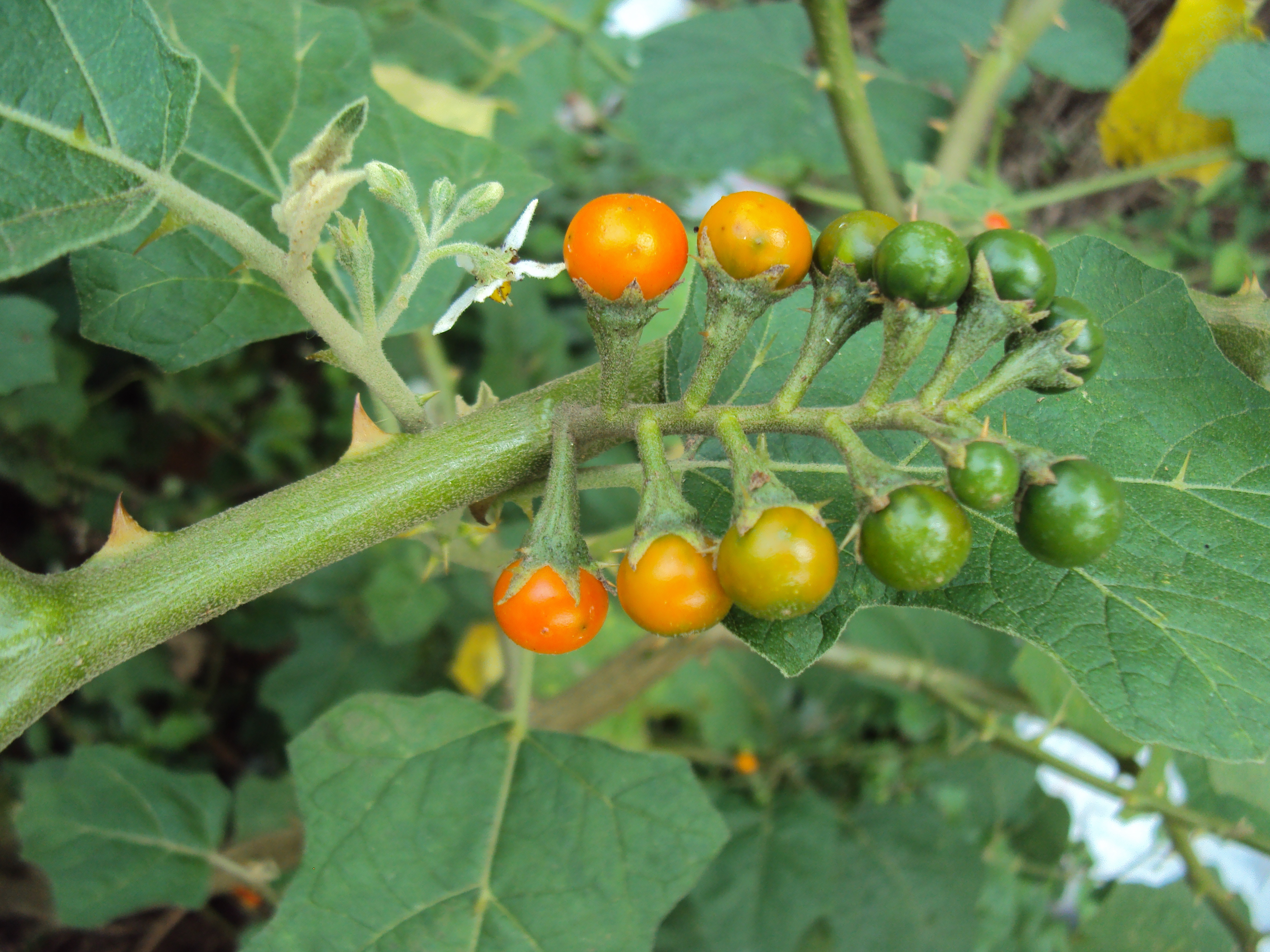
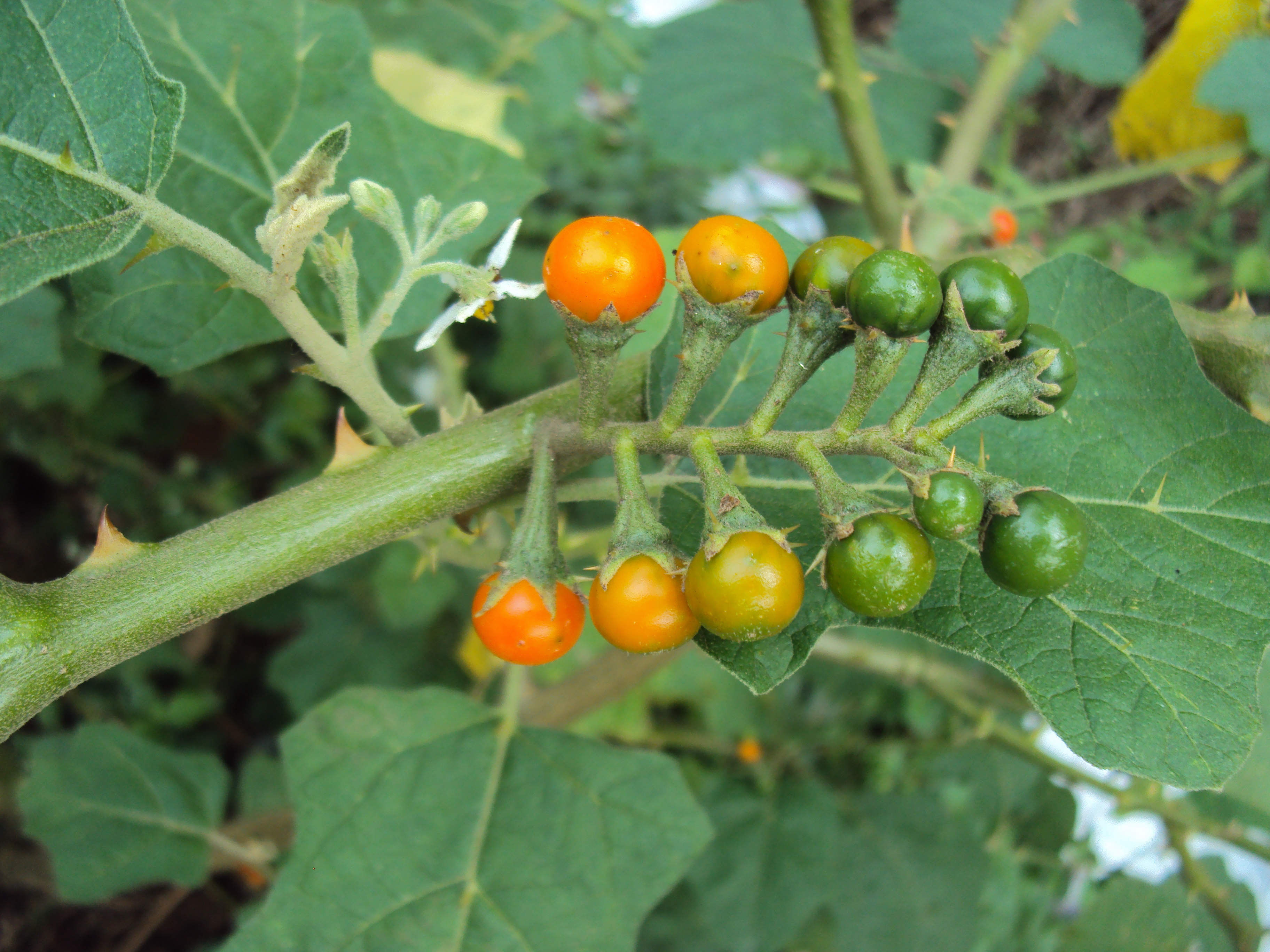
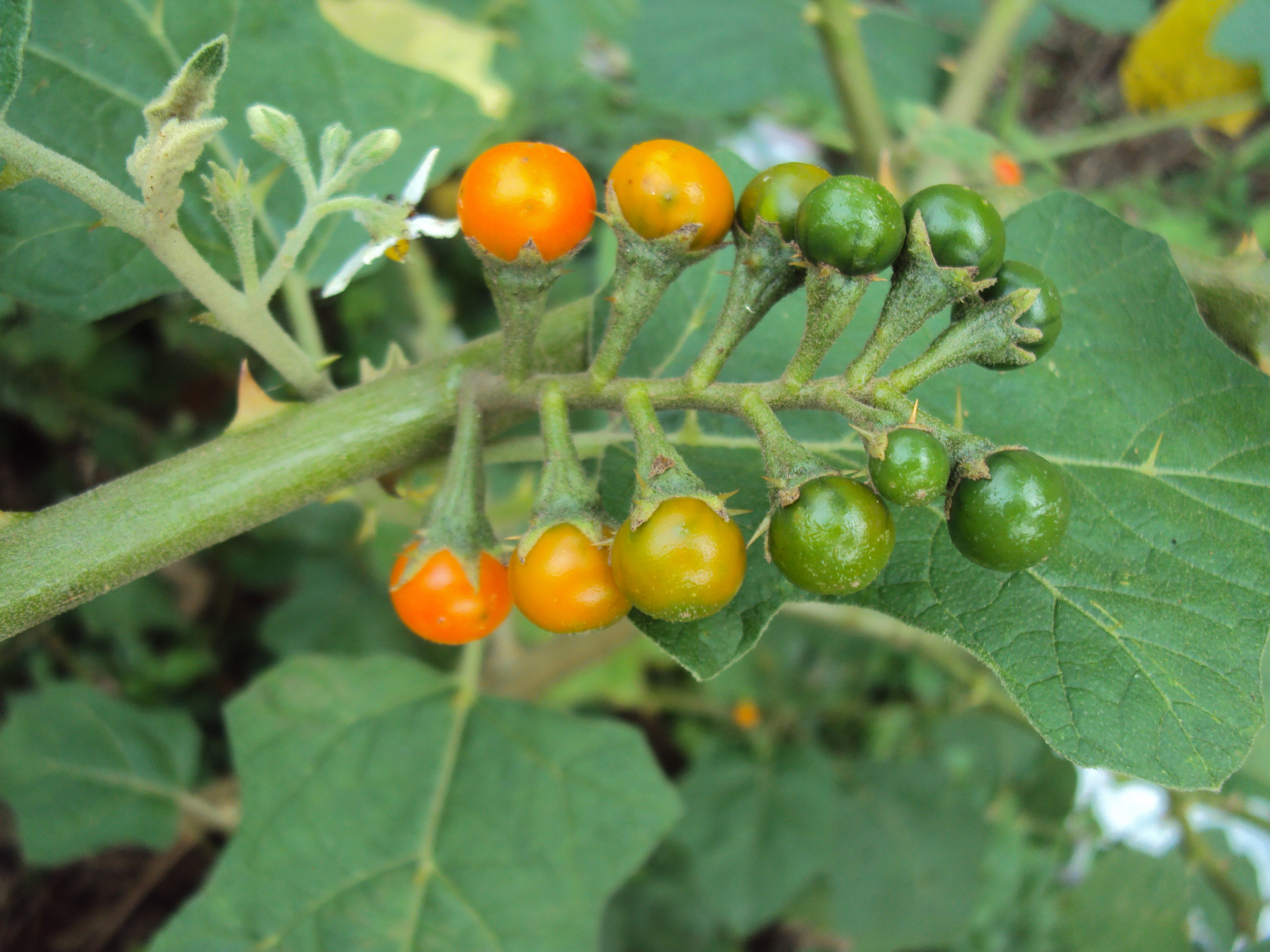
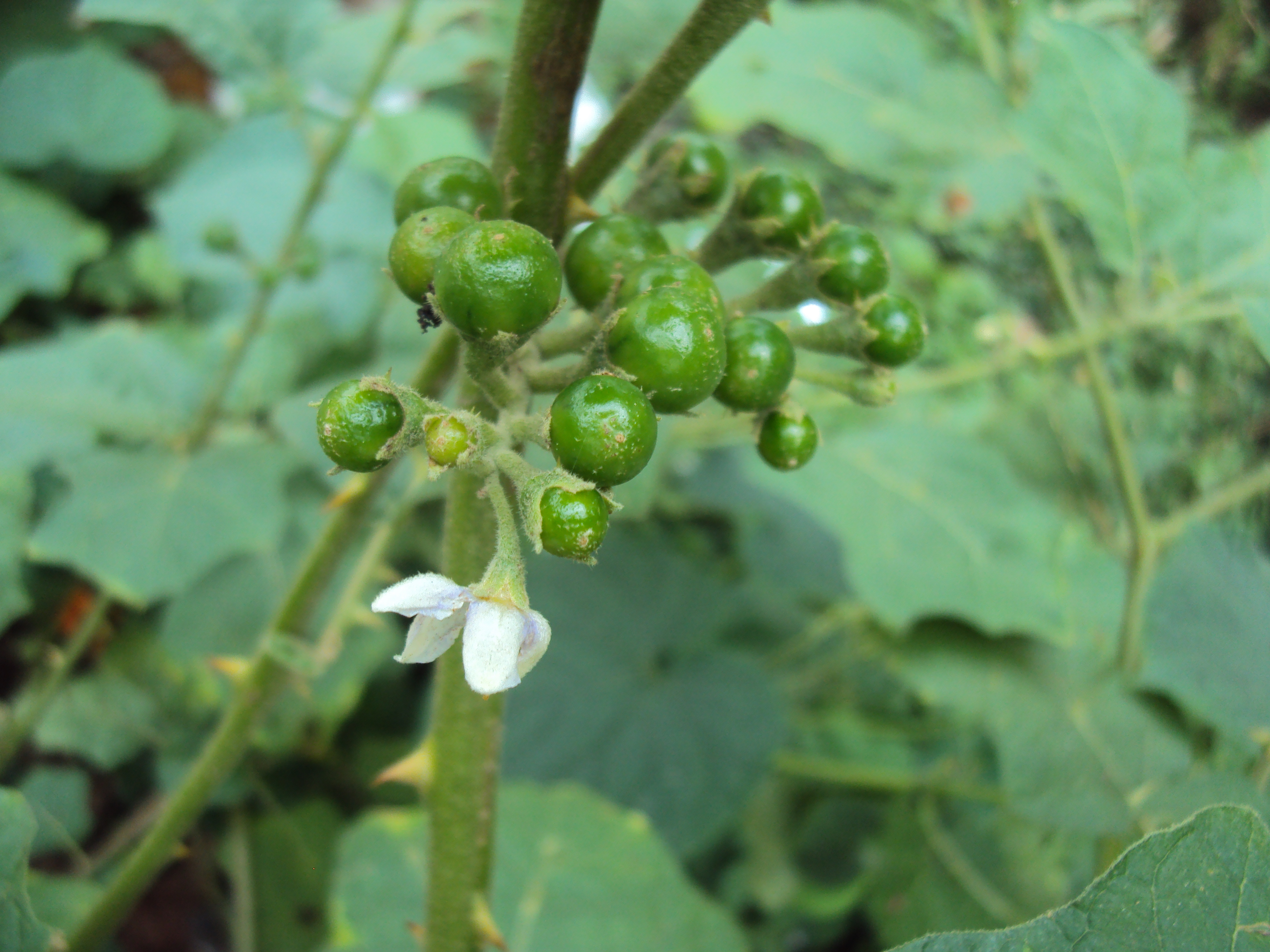